# Жена для австралийца
«Жена для австралийца» (пол. Żona dla Australijczyka) — польский художественный фильм, комедия 1963 года.

## Сюжет
Австралиец польского происхождения, Роберт Воляньский, хочет найти жену в Польше. Он приехал на три дня к родственнику, но тот, капитан судна, именно в этот время должен уйти в рейс. Капитан Клемент однако приготовил для Роберта квартиру и помощника — редактора Желязкевича. Тот берется помочь в поиске кандидатки на брак с Воляньским, в результате возникают недоразумения. По уговору Желязкевича влюблённый австралиец похитил девушку, которая не любит такого обращения с собой. Не известно, примет ли девушка извинения влюбленного австралийца?..

## В ролях
- Веслав Голас — Роберт Воляньский
- Эльжбета Чижевская — Ханка Рембовская
- Эдвард Дзевоньский — редактор Желязкевич
- Мечислав Чехович — капитан Клемент
- Казимеж Вихняж — председатель горсовета
- Станислав Вышинский — член горсовета
- Богумила Олендская — Эля, участница ансамбля
- Веслав Михниковский — Малиновский, любитель рыбок
- Лех Ордон — портье в отеле
- Ян Кобушевский — поставщик продуктов из гастронома
- Тадеуш Гвяздовский — водитель микробуса